# Elecciones al Congreso de los Diputados de noviembre de 2019 (Navarra)
Las elecciones al Congreso de los Diputados de 2019 se celebraron en la Comunidad Foral de Navarra el domingo 10 de noviembre, como parte de las elecciones generales convocadas por Real Decreto dispuesto el 4 de marzo de 2019 y publicado en el Boletín Oficial del Estado el día siguiente. Se eligieron los 5 diputados del Congreso correspondientes a la circunscripción electoral de Navarra, mediante un sistema proporcional (método d'Hondt) con listas cerradas y un umbral electoral del 3%.

## Resultados
Los comicios depararon 2 escaños a la coalición Navarra Suma 1 al Partido Socialista Obrero Español, a EH Bildu 1 a Unidas Podemos.
| Candidatura                                            | Candidatura                                            | Votos   | %                                        | Escaños                                  |
| ------------------------------------------------------ | ------------------------------------------------------ | ------- | ---------------------------------------- | ---------------------------------------- |
|                                                        | Navarra Suma (NA+)                                     | 99 078  | 29,88                                    | 2                                        |
|                                                        | Partido Socialista Obrero Español (PSOE)               | 83 734  | 25,26                                    | 1                                        |
|                                                        | Euskal Herria Bildu (EH Bildu)                         | 56 548  | 17,06                                    | 1                                        |
|                                                        | Podemos-Izquierda Unida                                | 55 498  | 16,74                                    | 1                                        |
|                                                        |                                                        |         |                                          |                                          |
| Vox (Vox)                                              | Vox (Vox)                                              | 19 440  | 5,86                                     | 0                                        |
| Geroa Bai (GBai)                                       | Geroa Bai (GBai)                                       | 12 709  | 3,83                                     | 0                                        |
| Partido Animalista Contra el Maltrato Animal (PACMA)   | Partido Animalista Contra el Maltrato Animal (PACMA)   | 2250    | 0,68                                     | 0                                        |
| Recortes Cero-Grupo Verde (R0-GV)                      | Recortes Cero-Grupo Verde (R0-GV)                      | 965     | 0,29                                     | 0                                        |
| Por un Mundo más Justo (PUM+J)                         | Por un Mundo más Justo (PUM+J)                         | 928     | 0,28                                     | 0                                        |
| Partido Comunista de los Trabajadores de España (PCTE) | Partido Comunista de los Trabajadores de España (PCTE) | 381     | 0,11                                     | 0                                        |
| Votos válidos                                          | Votos válidos                                          | 331 531 | 100,00                                   | 6                                        |
| Votos nulos                                            | Votos nulos                                            | 3014    | Participación: · \| \| 65,91 % \| 10,38% | Participación: · \| \| 65,91 % \| 10,38% |
| Votantes                                               | Votantes                                               | 337 996 | Participación: · \| \| 65,91 % \| 10,38% | Participación: · \| \| 65,91 % \| 10,38% |
| Electores                                              | Electores                                              | 512 826 | Participación: · \| \| 65,91 % \| 10,38% | Participación: · \| \| 65,91 % \| 10,38% |
|                                                        | 65,91 %                                                |         |                                          |                                          |

## Diputados electos
Relación de diputados electos:
| N.º | Nombre                               | Lista | Lista    |
| --- | ------------------------------------ | ----- | -------- |
| 1   | Sergio Sayas López                   |       | NA+      |
| 2   | Santos Cerdán León                   |       | PSOE     |
| 3   | Ione Belarra Urteaga                 |       | UP       |
| 4   | María Isabel «BEL» Pozueta Fernández |       | EH Bildu |
| 5   | Carlos García Adanero                |       | NA+      |